# Генриково (Підляське воєводство)
Генриково (пол. Henrykowo) — село в Польщі, у гміні Грабівка Білостоцького повіту Підляського воєводства. До 31 грудня 2024 року село належало до гміни Супрасль.
Населення — 296 осіб (2011).
У 1975-1998 роках село належало до Білостоцького воєводства.

## Демографія
Демографічна структура станом на 31 березня 2011 року:
|          | Загалом | Допрацездатний вік | Працездатний вік | Постпрацездатний вік |
| -------- | ------- | ------------------ | ---------------- | -------------------- |
| Чоловіки | 151     | 33                 | 111              | 7                    |
| Жінки    | 145     | 38                 | 87               | 20                   |
| Разом    | 296     | 71                 | 198              | 27                   |